# جاك وارنر (لاعب كرة قاعدة)
جاك وارنر (بالإنجليزية: Jack Warner)‏ هو لاعب كرة قاعدة أمريكي، ولد في 29 أغسطس 1903 في إيفانسفيل في الولايات المتحدة، وتوفي في 13 مارس 1986 في ماونت فيرنون في الولايات المتحدة.

## وصلات خارجية
- جاك وارنر على موقعبيزبول رفرنس.كوم (الدوري الرئيسي) (الإنجليزية)
- جاك وارنر على موقعبيزبول رفرنس.كوم (الدوري الثانوي) (الإنجليزية)